# Каскад ГЕС на Янцзи

Схема створів ГЕС на Янцзи, 2015

Каскад ГЕС на Янцзи — найбільший у світі каскад гідроелектростанцій на річці Янцзи в Китаї загальною потужністю понад 80 ГВт, містить найпотужнішу у світі ГЕС Три ущелини.

## Загальні відомості
Каскад гідроелектростанцій на річці Янцзи має довжину 6 300 км, зі сточищем 1 808 500 км² і витратою води в гирлі — 31900 м³/с або 1070 км³/рік. Янцзи є четвертою річкою у світі по повноводності, загальне падіння річки від її витоку становить 5 600 м. Річка має мусонний характер з чітко вираженою повінню влітку і меженню взимку. Інтенсивні літні дощі стали причиною сильних повеней на Янцзи в 1870, 1896, 1931, 1949, 1954 і 1998 роках. Таким чином, при створенні каскаду ГЕС на річці переслідуються цілі:
- вироблення електроенергії;
- зниження паводків на річці;
- поліпшення умов судноплавства;
- зменшення ерозії русла;
- поліпшення умов водокористування.

Станом на початок 2015 каскад містить 4 ГЕС загальною потужністю близько 45 тисяч МВт. Ще 5 гідроелектростанцій каскаду загальною потужністю не менше 35 000 МВт у верхній течії річки знаходяться на стадії будівництва і проєктування. Нижче наводиться таблиця з основними параметрами ГЕС каскаду за порядком їх слідування від гирла:
| № п/п | ГЕС             | Рік введення в експлуатацію | Висота греблі, м | Потужність, МВт | Середньорічне вироблення, млрд кВт-год | Коментар   |
| ----- | --------------- | --------------------------- | ---------------- | --------------- | -------------------------------------- | ---------- |
| 1     | Гечжоуба        | 1988                        | 47               | 3 115           | 14,1                                   |            |
| 2     | Три ущелини     | 2012                        | 185              | 22 400          | 80÷120                                 |            |
| 3     | Сяонаньхай      | ??                          | ??               | ??              | ??                                     | Xiaonanhai |
| 4     | Чжуянсі         | ??                          | ??               | ??              | ??                                     | Zhuyangxi  |
| 5     | Шипен           | ??                          | ??               | ??              | ??                                     | Shipeng    |
| 6     | Сянцзяба        | 2014                        | 161              | 6 448           | 30,8                                   | [ 2 ]      |
| 7     | Сілоду          | 2014                        | 285,5            | 13 860          | 64,8                                   |            |
| 8     | Байхетань       | 2021                        | 277              | 16 000          | 60,24                                  |            |
| 9     | Удунде          | 2020                        | 240              | 10 200          | ??                                     |            |
| 10    | Гван'їнянь      | 2014-2016                   | 159              | 3 000           | ??                                     |            |
| 11    | Луділа          | 2013-2015                   | 140              | 2 160           | ??                                     |            |
| 12    | Lóngkāikǒu      | 2013-2014                   | 119              | 1 800           | ??                                     |            |
| 13    | Цзинанькяо      | 2011-2012                   | 160              | 2400            | ??                                     |            |
| 14    | Ахай            | 2013-2014                   | 132              | 2000            | ??                                     |            |
| 15    | Ліюань          | 2014-2015                   | 155              | 2 400           | ??                                     |            |
| 16    | ГЕС Liangjiaren | ??                          | 100              | 4 000           | ??                                     |            |
| 17    | ГЕС Hutiaoxia   | ??                          | 216              | 4200            | ??                                     |            |

## Значення каскаду для ГЕС Три ущелини
У сучасному стані річка Янцзи переносить велику кількість зважених часток мулу, який має зрештою заповнити водосховище електростанції. Будівництво каскаду у верхній течії дозволить уникнути засмічення водосховища ГЕС Три ущелини, що знизить ерозію річища у верхній течії. Зарегульованість припливу до гідроелектростанції дозволяє безпечно спрацьовувати воду що надходить при найбільшому напірному рівні, що збільшує вироблення електроенергії станцією і робить це вироблення рівномірнішим протягом року. Оскільки максимальний напірний рівень греблі даної ГЕС становить 109 м, а середній приплив води в створі ГЕС — 14300 м³/сек, то, після завершення будівництва гідровузлів у верхній течії річки, середнє вироблення може досягти величини в діапазоні 115 ÷ 125 млрд кВт-год на рік.

## Поворот китайських річок
Іригаційний проєкт відведення вод річки Янцзи на північ, в басейни річок Хуанхе і Хайхе, загальною вартістю 59 млрд доларів. Містить два канали довжиною 1 300 км кожен, реалізація проєкту ув'язується з будівництвом каскаду ГЕС у верхній течії річки.